# بيت الخطابي (الحيمة الداخلية)

تعديل مصدري - تعديل

بيت الخطابي هي إحدى قرى عزلة بني عمرو بمديرية الحيمة الداخلية التابعة لمحافظة صنعاء، بلغ تعداد سكانها 768 نسمة حسب تعداد اليمن لعام 2004.